# (37818) Juliamaury
(37818) Juliamaury est un astéroïde de la ceinture principale découvert en 1998.

## Description
(37818) Juliamaury a été découvert le 18 janvier 1998 au Centre de recherches en géodynamique et astrométrie (CERGA), à Caussols en France, par le projet scientifique européen OCA-DLR Asteroid Survey (ODAS).

### Caractéristiques orbitales
L'orbite de cet astéroïde est caractérisée par un demi-grand axe de 2,37 ua, un périhélie de 1,100 ua, une excentricité de 0,16 et une inclinaison de 3,60° par rapport à l'écliptique. Du fait de ces caractéristiques, à savoir un demi-grand axe compris entre 2 et 3,2 ua et un périhélie supérieur à 1,666 ua, il est classé, selon la JPL Small-Body Database, comme objet de la ceinture principale.

### Caractéristiques physiques
(37818) Juliamaury a une magnitude absolue (H) de 15,9 et un albédo estimé à 0,250.

## Nom
L'objet est nommé en l'honneur de Julia Maury. Voir aussi :
- Sabrina Aksil (éponyme (29634) Sabrinaaksil), sa mère ;
- Luderic Maury (éponyme (8184) Luderic), son père ;
- Alain Maury (éponyme (3780) Maury), son grand-père ;
- Carine (éponyme (4404) Enirac), sa grand-mère.